# Морозов, Михаил Сергеевич
Михаил Сергеевич Морозов (27 мая 1922 — 7 декабря 2004, Надеждино) — передовик советского сельского хозяйства, звеньевой колхоза имени Кирова Колышлейского района Пензенской области, Герой Социалистического Труда (1966).

## Биография
Родился в 1922 году в селе Надеждино, ныне Колышлейского района Пензенской области в русской семье крестьянина. Получил начальное образование. С 1940 года работал комбайнёром Трескинской машинно-тракторной станции. В 1941 году мобилизован в ряды Красной Армии.
Участник Великой Отечественной войны. Служил прибористом и командиром орудия в артиллерийских частях Красной Армии. Победу встретил в Будапеште. Уволен со службы в 1946 году.
С 1946 по 1951 годы работал комбайнёром и бригадиром в колхозе «2-я пятилетка» Колышлейского района. С 1951 по 1962 годы трудился трактористом Трескинской машинно-тракторной станции, в колхозе имени С. М. Кирова. С 1953 года член КПСС. С 1962 года — звеньевой механизированного звена по выращиванию подсолнечника в колхозе имени С. М. Кирова Колышлейского района Пензенской области.
За успехи достигнутые в увеличении производства и заготовок подсолнечника и других технических культур, Указом Президиума Верховного Совета СССР от 30 апреля 1966 года Михаилу Сергеевичу Морозову было присвоено звание Героя Социалистического Труда с вручением ордена Ленина и золотой медали «Серп и Молот».
В 1982 году вышел на пенсию.
Проживал в селе Надеждино Колышлейского района. Умер 7 декабря 2004 года.

## Награды
За трудовые успехи удостоен:
- золотая звезда «Серп и Молот» (30.04.1966),
- орден Ленина (30.04.1966),
- Орден Отечественной войны II степени (11.03.1985),
- другие медали.